# Ожалошћена фамилија
Ожалошћена фамилија је позоришна представа, премијерно изведена на сцени Краљевачког позоришта. Редитељ Миодраг Динуловић је потписао адаптацију текста Ожалошћена породица, комедиографа Бранислава Нушића, а по први пут је у том театру одиграна 2008. године под насловом Фамилија. Обнова представе постављена је 10 година касније, уз значајно измењен ансамбл.

## О представи
Представа Фамилија, у режији Миодрага Динуловића на сцену Краљевачког позоришта премијерно је постављена 16. децембра 2008, у години обележавања седам деценија од смрти комедиографа Бранислава Нушића. Представа је адаптирани приказ дела Ожалошћена породица, а радња је смештена у кућу покојника Мате Тодоровића, чији директни потомци на почетку нису познати јавности. Ток представе открива галерију ликова, који су са почившим били у различитим односима и сви се надају да је им је наследство завештано тестаментом.
У премијерној поставци представе улоге су припале Љубинку Вујовићу, Предрагу Павловићу, Зорану Церовини, Јелени Бартуловић, Славољубу Ђорђевићу, Горици Динуловић, Биљани Константиновић, Славици Петровић, Живодрагу Гајовићу, Владану Славковићу, Верољубу Андријанићу, Вукману Ракочевићу, Јасмини Радовић и Миладину Јевремовићу. У реализацији представе учествовали су и сценограф Стефан Савковић, аутор музике и аранжмана Раде Кубуровић, маскер Нијаз Мемиш, суфлер Нада Станков, док је за специјалне ефекте био задужен Марјан Мршевић.
Представа је обновљена на Дан шале, 1. априла 2018. године, са значајно измењеним ансамблом. Предраг Павловић је задржао улогу Агатона, Зоран Церовина је преузео лик Проке, а своје јунаке наставили су играју и Горица Динуловић, Биљана Костантиновић и Верољуб Андријанић. Као најстарији активни глумац у ансамблу Краљевачког позоришта, Миле Цвијовић је преузео лик Мате Тодоровића, а улоге у подели добили су Светлана Миленковић, Биљана Талић, Никола Воштинић, Страхиња Бичанин, Стефан Миликић, Драгана Ђурђевић и Душан Јовић. Крајем истог месеца представа је гостовала на сцени Народног позоришта Стерија у Вршцу. Представа је у мају исте године затворила 54. Фестивал професионалних позоришта Србије „Јоаким Вујић“, у част победника такмичарског дела. Изведена је и на Нушићијади у Ивањици, наредне године.

## Подела ликова
| Улога          | Премијера            | Обнова               |
| -------------- | -------------------- | -------------------- |
| Мата Тодоровић | Љубинко Вујовић      | Миле Цвијовић        |
| Агатон         | Предраг Павловић     | Предраг Павловић     |
| Симка          | Јелена Бартуловић    | Светлана Миленковић  |
| Прока          | Славољуб Ђорђевић    | Зоран Церовина       |
| Гина           | Горица Динуловић     | Горица Динуловић     |
| Сарка          | Биљана Костантиновић | Биљана Костантиновић |
| Вида           | Славица Петровић     | Биљана Талић         |
| Танасије       | Живодраг Гајовић     | Никола Воштинић      |
| Мића           | Владан Славковић     | Страхиња Бичанин     |
| Трифун         | Верољуб Андријанић   | Верољуб Андријанић   |
| Адвокат        | Вукман Ракочевић     | Стефан Миликић       |
| Даница         | Јасмина Радовић      | Драгана Ђурђевић     |
| Жандар         | Миладин Јевремовић   | Душан Јовић          |